# 川西市立牧の台小学校
川西市立牧の台小学校（かわにししりつ まきのだいしょうがっこう）は、兵庫県川西市大和東にある公立小学校。児童数は、2018年度で523人。
阪急北ネオポリス内にある唯一の小学校である。校舎は全国でも珍しい蜂の巣・六角形の形をしている。

## 歴史
- 1972年4月1日 - 川西市立東谷小学校から、分離開校。
- 1972年6月 - 開校式を挙行。校章を制定した。
- 1974年2月 - 校歌を制定した。

## 周辺施設
- 牧の台みどりこども幼稚園
- 能勢カントリークラブゴルフ場
- 大阪青山短期大学北摂キャンパス
- 平木谷池公園

## アクセス
- 能勢電鉄畦野駅より徒歩10分（急勾配の坂がある）
- 阪急バス大和団地線・「牧の台小学校前」バス停下車徒歩2分

## 著名な出身者
- 奈良くるみ （女子プロテニス選手） - 2004年卒業。在学中の2002年（5年生時）に全国小学生テニス選手権大会で準優勝[2]。翌2003年（6年生時）の同大会で優勝[3]を飾った。